# 暮しと健康

『暮しと健康』（くらしとけんこう）は、保健同人社から発行されていた健康雑誌。
1946年（昭和21年）6月に雑誌『保健同人』として創刊され、1964年（昭和39年）6月に改題した。2012年5月発売の6月号で休刊。

## 概要
結核療養のための指導啓発雑誌として創刊された『保健同人』を、結核が激減し、成人病が次第に注目されたために、“健康”をトータルにとらえるために誌名を一新した。
健康雑誌の先駆けとして、長らく健康情報を発信してきた。キャッチコピーは「信頼の医療情報をもっと身近に」。月1回発行。毎月2日発売。

## 過去に特集された病気・症状
- 排尿トラブル、尿酸値、尿もれ
- 関節リウマチ、腰痛、頭痛
- 生活習慣病、高血糖、高血圧、糖尿病
- うつ病、PTSD、心的外傷後ストレス障害、アスペルガー症候群
- がん、肺がん、胃がん、大腸がん、乳がん、前立腺がん
- 脳梗塞、慢性腎臓病、気管支喘息、COPD
- 膵臓、C型肝炎、歯周病、胃食道逆流症
- 大腸ポリープ、コレステロール値、中性脂肪値
- 女性ホルモン、甲状腺、更年期障害、ダイエット
- 認知症、骨粗しょう症、アンチエイジング
- 新型インフルエンザ

### 誌面対談に登場した有名人
- 小錦八十吉
- パパイヤ鈴木
- 大山のぶ代
- 小田嶋隆
- 金哲彦
- 片山善博
- 赤星たみこ
- 徳大寺有恒
- 石川ひとみ
- 三浦雄一郎

### 誌面対談に登場した医師
- 白澤卓二
- 泉並木
- 下川耕太郎
- 宮沢あゆみ
- 垣添忠生
- 高橋慶一
- 榎本稔
- 星野晴彦
- 高橋慶一
- 巽浩一郎
- 笠間和典